# Sveriges herrlandslag i handboll i världsmästerskapet 1958
Sveriges trupp vid VM 1958.

## VM-truppen 1958
| Nr | Namn                                  | Klubb                   | Gjorda Mål | Matcher  | Mål i final   | Mål i semifinal |
| -- | ------------------------------------- | ----------------------- | ---------- | -------- | ------------- | --------------- |
| 1  | Donald Lindblom (mv)                  | Redbergslid             | 0          | 3        | 0             | 0               |
| 2  | Roland Mattsson (mv)                  | Örebro SK               | 0          | 3        | 0             | 0               |
| 3  | Lennart Ring (mv)                     | AIK                     | 0          | 6        | 0             | 0               |
| 4  | Gösta Carlsson                        | Redbergslid             | 2          | 1        | 0             | 0               |
| 5  | Hasse Carlsson                        | Heim                    | 16         | 6        | 2             | 0               |
| 6  | Uno Danielsson                        | Lugi                    | 5          | 5        | 5             | 0               |
| 7  | Nils Ekeroth                          | Majorna                 | 6          | 6        | 2             | 1               |
| 8  | Sten Hellberg                         | Lugi                    | 1          | 1        | 0             | 0               |
| 9  | Kjell Jönsson                         | IFK Malmö               | 23         | 6        | 7             | 2               |
| 10 | Gunnar Kämpendahl                     | Redbergslid             | 22         | 6        | 2             | 1               |
| 11 | Hans Olsson                           | Redbergslid             | 7          | 5        | 2             | 0               |
| 12 | Åke Reimer                            | IFK Malmö               | 1          | 1        | 0             | 0               |
| 13 | Lars-Erik Olsson                      | Redbergslid             | 1          | 1        | 0             | 0               |
| 14 | Stig Lennart Olsson                   | IK Heim                 | 6          | 5        |               | 0               |
| 15 | Rolf Zachrisson                       | IK Heim                 | 9          | 5        | 0             | 4               |
| 16 | Rune Åhrling                          | Örebro SK               | 23         | 6        | 2             | 5               |
|    | Finamotståndare, Semifinalmotståndare | Tjeckoslovakien Danmark |            | Resultat | 22-12 i final | 13-12           |

- Förbundskapten: Curt Wadmark

Av tabellen framgår vilka som var komplementspelare och vilka som var stöttepelare. Gösta Carlsson, Sten Hellberg Åke Reimer och Lars-Erik Olsson spelade bara få matcher.